# Pabré (Kadiogo)
Pour les articles homonymes, voir Pabré.
Pabré est un village du département et la commune rurale de Pabré, situé dans la province de Kadiogo et la région du Centre au Burkina Faso.
Il a donné son nom au département puis la commune rurale de Paré (dont il est le chef-lieu ) et qui est jumelé avec la commune de Limoges depuis 1999.

## Personnalité
- Robert Ouédraogo (1922-2002), compositeur, y est mort.